# Zarià (Batúrinskaia)
|  | Per a altres significats, vegeu «Zarià». |

Zarià - Заря (rus) és un possiólok del krai de Krasnodar, a Rússia. Es troba a la vora dreta del riu Beissug, a 25 km a l'est de Briukhovétskaia i a 83 km al nord de Krasnodar, la capital.
Pertany al municipi de Batúrinskaia.